# John Hall (Politiker, 1948)

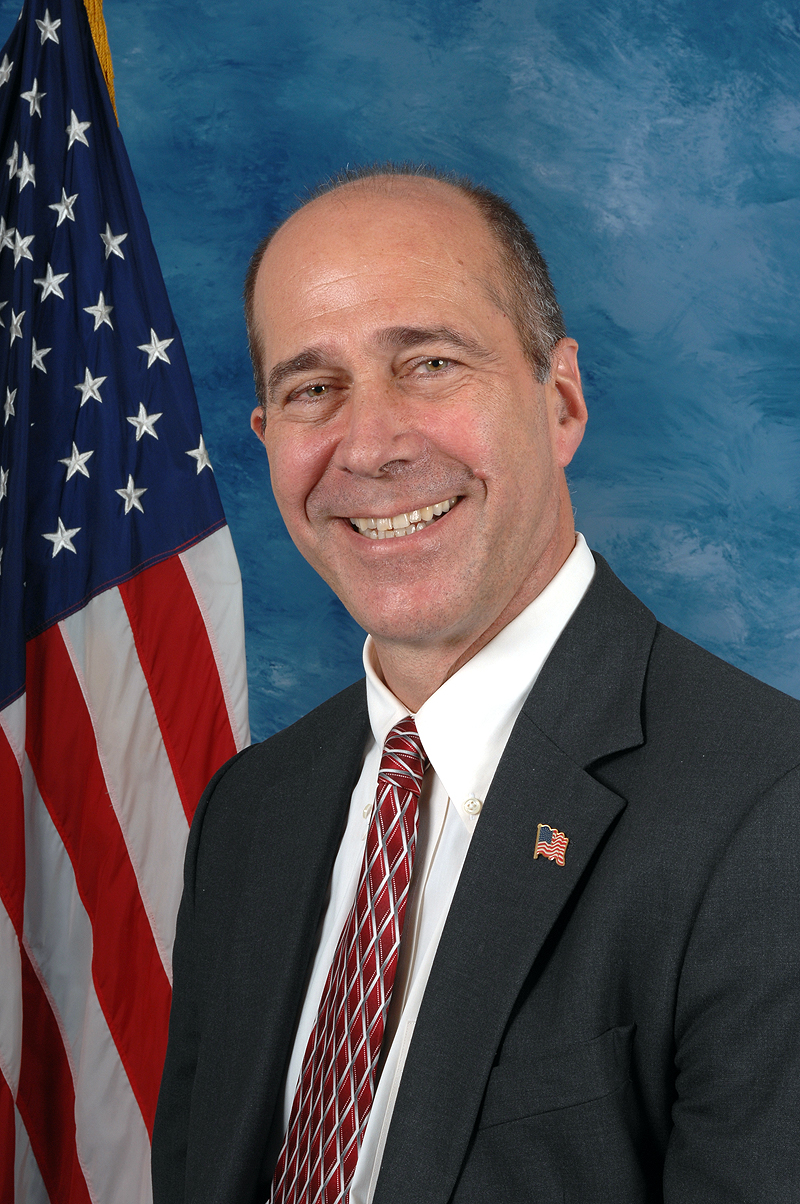
John Hall

John Joseph Hall (* 23. Juli 1948 in Baltimore, Maryland) ist ein US-amerikanischer Musiker und Politiker der Demokratischen Partei und war von 2007 bis 2011 Mitglied des Repräsentantenhauses der Vereinigten Staaten für den Bundesstaat New York.

## Biografie
Hall wurde in Baltimore geboren. Er machte 1965 seinen Abschluss an der Notre Dame High School in Elmira. Danach war er Student an der University of Notre Dame, ehe er dort seine Ausbildung abbrach und Musiker wurde. Unter anderem arbeitete er mit Janis Joplin und Bonnie Raitt zusammen. 1972 gründete er seine Band, die sich Orleans nannte. 1977 begann er eine Solokarriere und schloss sich zwei Jahre später den Musicians United for Safe Energy (zusammen mit Tom Petty, Bruce Springsteen und anderen) an. Er war daraufhin als Songschreiber für andere Musiker tätig. Am 3. Mai 2009 trat er im Madison Square Garden auf der Feier des 90. Geburtstages von Pete Seeger auf.
John Hall wurde 2007 als Vertreter des 19. Kongressdistrikts von New York ins US-Repräsentantenhaus gewählt. Er ist Nachfolger von Sue W. Kelly. Der Distrikt umfasst Teile des Dutchess, des Orange, des Rockland und des Westchester County sowie das komplette Putnam County. Er war zuletzt Mitglied im Committee on Transportation and Infrastructure, im Committee on Veterans’ Affairs und im Select Committee on Energy Independence and Global Warming. Bei der Wahl 2008 konnte er seinen Sitz gegen den Republikaner Kieran Lalor verteidigen. Seinen Sitz verlor er bei der Wahl 2010 an die Republikanerin Nan Hayworth.
John Hall ist mit Pamela Hall verheiratet und lebt in Dover Plains. Er ist Römisch-Katholischen Glaubens.